# Habloville
Habloville är en kommun i departementet Orne i regionen Normandie i nordvästra Frankrike. Kommunen ligger i kantonen Putanges-Pont-Écrepin som tillhör arrondissementet Argentan. År 2022 hade Habloville 335 invånare.

## Befolkningsutveckling
Antalet invånare i kommunen Habloville
| Referens: INSEE |